# Гальцова, Ольга Дмитриевна
Ольга Дмитриевна Гальцова (род. 27 апреля 1952 года, посёлок Коренево Кореневского района Курской области) — государственный и политический деятель. Депутат Государственной Думы пятого созыва, член фракции «Единая Россия», заместитель председателя комитета Госдуму по процессуальному, арбитражному уголовному и гражданскому законодательству (2007—2011). Уполномоченный по правам человека в Самарской области (2014—2024).

## Биография
В 1971 году завершила обучение в Каменск-Уральском алюминиевом техникуме. В 1978 году защитила диплом о высшем образовании во Всесоюзном юридическом институте, по специальности правоведение. В 1998 году окончила Российский институт госрегистраторов при Минюсте РФ.
Трудовую деятельность начала в 1971 году, устроившись работать контролёром на Куйбышевский завод кабелей связи. До 1978 года занимала разные должности: инженер-технолог, заместитель начальника отдела кадров.
В 1978 году перешла работать в аппарат Самарского районного исполкома. Работала на посту инструктора организационного отдела, а потом заведующего общим отделом.
С 1983 по 1990 год работала в исполнительном комитете Куйбышевского горсовета народных депутатов в должности инструктора и заведующего организационно-инструкторским отделом.
В 1990 году стала возглавлять отдел организации советской работы Куйбышевского горсовета.
С 1993 работала в администрации Самарской области. Трудилась в отделе юстиции на посту заместителя начальника.
В 1998 году назначена главой Самарской областной регистрационной палаты.
В 2007 году на выборах депутатов государственной Думы пятого созыва избрана по партийным спискам «Единой России» депутатом. В Государственной Думе занимала пост зампреда Комитета по процессуальному, арбитражному уголовному и гражданскому законодательству. В декабре 2011 года полномочия завершены.
С 2014 по 2024 работала в должности Уполномоченного по правам человека Самарской области.
С 2024 года вновь работает в администрации Самарской области в качестве советника губернатора по вопросам социальной политики.
Замужем, воспитала сына.

## Награды
- Медаль ордена «За заслуги перед Отечеством» I степени (20 декабря 2024 года) — за достигнутые трудовые успехи и многолетнюю добросовестную работу[6]
- Медаль ордена «За заслуги перед Отечеством» II степени
- Медаль Анатолия Кони
- Благодарность Президента Российской Федерации (4 января 2024 года) — за достигнутые трудовые успехи и многолетнюю добросовестную работу
- Благодарность Правительства Российской Федерации (23 марта 2010 года) — за заслуги в законотворческой деятельности Государственной Думы Федерального Собрания Российской Федерации[7]
- Нагрудный знак Министерства юстиции РФ «Почётный работник юстиции России»
- Знак отличия «За заслуги перед Самарской областью»
- Почётный знак Самарской Губернской Думы «За заслуги в законотворческой деятельности»
- Почётная грамота Министерства юстиции РФ